# 海地國家警察
海地国家警察（Haitian National Police，簡稱PNH）是海地的执法机构和事实上的警察部队。它成立于1995年。海地國家警察下設許多的部门，其中许多部门专门处理影响国家的长期犯罪，包括绑架、毒品和帮派鬥爭。

## 歷史
在杜瓦利埃的領導下，海地警察從1912年起成為海地軍隊的一部分，有14,000名成員，分為穿藍色制服的太子港警察。自1987年以來，歷屆政府都試圖按照憲法規定對其進行改革，以維護和平，依法治安，保護公民並逮捕違法者。
1987年憲法提出在司法部管轄下設立單獨的警察部隊和新的警察學院。然而，海地自1987年以來的政治發展阻礙了改革的實施。所以警察部隊的任務與為海地軍隊制定的任務幾乎沒有區別。